# David Planell
David Planell (Madrid, 7 de diciembre de 1967) es un guionista y director de cine español. En el mundo de la pantalla pequeña ha participado como guionista en series de televisión como Hospital Central y El comisario.
En cuanto a su contribución como director, además de varios cortometrajes (Carisma, Ponys, etc.), también ha dirigido su primer largometraje —La vergüenza, protagonizado por Alberto San Juan y Natalia Mateo—, que ha sido galardonado en varios certámenes. Su cortometraje Subir y bajar (2007) fue utilizado por la Fundación Mujeres en su campaña en contra de la violencia contra las mujeres.
Además de su propia carrera como autor, David Planell también participa habitualmente como profesor en conferencias y talleres en los que transmite sus conocimientos en diferentes museos y centros de arte.

## Cortometrajes
- 2004 Carisma
- 2005 Ponys
- 2006 Banal
- 2007 Subir y bajar

## Largometrajes

### Dirección
- 2008 La vergüenza

### Guionista
- 2006 Siete mesas de billar francés
- 2004 Héctor
- 2002 La guerrilla de la memoria
- 1994 Los hombres siempre mienten, coescrita con Fernando León de Aranoa.

## Guionista de televisión
- Mir, Videomedia.
- Diario de una abuela de verano, Rodar y Rodar.
- Lobos, Videomedia.
- Hospital Central, Videomedia.
- El comisario, Bocaboca.
- Todos los hombres sois iguales, Bocaboca.
- La casa de los líos, Cartel.
- A las once en casa, Starline.

## Director de cortometrajes
- Carisma (2003).

Premio Mejor cortometraje del Festival de Alcalá de Henares.
Premio mejor cortometraje del Festival de Málaga.
Nominado a los Premios Goya.
- Ponys (2005).

Premios en: Festival de Alcalá de Henares, Festival Internacional de Cortometrajes La Boca del Lobo, Festival de Málaga, Festival de Medina del Campo... etc, hasta un total de una treintena de premios y menciones.
- Banal (2006).

Premio a mejor proyecto en festival Cinema Jove de Valencia.
Premio en el Festival de Benicassim.
- Arriba y abajo (2007).

Pieza incluida en la Campaña contra Malos Tratos de la Fundación Mujeres en su edición de 2007.

## Autor de teatro
- 2014. Bazar (guion y dirección).
- 2015. El día que Chéjov bailó con Elvis. El musical (versión y dirección).
- 2016. Mi última noche con Sara (guion y dirección)

Premio Hogar Sur de teatro de humor, 1996.

## Premios y reconocimientos
Medallas del Círculo de Escritores Cinematográficos
| Año  | Categoría            | Película                      | Resultado |
| ---- | -------------------- | ----------------------------- | --------- |
| 2004 | Mejor guion original | Héctor                        | Ganador   |
| 2007 | Mejor guion original | Siete mesas de billar francés | Nominado  |
| 2009 | Mejor guion original | La vergüenza                  | Ganador   |
| 2014 | Mejor guion adaptado | Anochece en la India          | Nominado  |

- 2005 Carisma (nominación a Mejor cortometraje en los Premios Goya 2005)
- 2009 La vergüenza (Mejor película en el Festival de cine español de Málaga)